# Мёнье, Лоран
Лора́н Мёнье́ (фр. Laurent Meunier, родился 16 января 1979, Сен-Мартен-д’Эр) — французский хоккеист, центральный нападающий швейцарского клуба «Ла-Шо-де-Фон». Капитан сборной Франции.

## Достижения
- Вице-чемпион Франции: 2004
- Финалист Кубка Франции: 2005
- Вице-чемпион Швейцарии: 2008
- Лучший молодой игрок Лиги Магнуса: 1998
- Лучший игрок Лиги Магнуса: 2004, 2005
- Член символической сборной Лиги Магнуса: 2005
- Победитель первого дивизиона чемпионата мира: 2003, 2007
- Лучший по показателю полезности на чемпионате мира в первом дивизионе: 2005
- Лучший распасовщик чемпионата мира в первом дивизионе: 2007